# Микронидлинг
Микронидлинг ( μικρός — малый, англ. needle — игла, также англ. collagen induction therapy) — косметическая процедура, направленная на улучшение состояния кожи и заключающаяся в нанесении множественных уколов тонкими иглами в верхние слои эпидермиса, благодаря чему в кожу активно проникают лечебные препараты. Устраняет застойные явления и стимулирует деятельность клеток эпидермиса, что повышает способность кожи к регенерации. Процедура выполняется при помощи мезороллера. Является щадящей альтернативой пластике лица, пилингу и лазерному воздействию.
Процедура направлена на устранение таких проблем, как покраснение, атония кожи, морщины и снижение чувствительности.

## Процедура
Перед проведением процедуры кожа лица тщательно очищается при помощи воды и антисептического геля. Чтобы избежать возникновения болезненных ощущений во время процедуры, на кожу предварительно наносится местный анестезирующий препарат.
Микронидлинг выполняется при помощи мезороллера — устройства, содержащего 200 тончайших игл. Проблемные участки кожи лица аккуратно обрабатываются роллером. При появлении первых капель крови (когда становится ясно, что защита верхнего слоя эпидермиса преодолена), на кожу наносится лечебная сыворотка, которая подбирается в зависимости от индивидуальных особенностей и конкретных проблем пациента. Это может быть сыворотка для лечения акне, отбеливающая, омолаживающая, содержащая витамины и т. д.
Как правило, независимо от предназначения и состава сыворотки, в неё входят компоненты, стимулирующие синтез коллагена. В среднем процедура длится около часа.

## Реабилитация
Процедура микронидлинга переносится легко. Поскольку уколы выполняются при помощи очень тонких игл, то повреждения эпидермиса незначительны и полностью заживают в течение суток. В это время противопоказаны посещение саун, соляриев, бассейнов и использование косметики.

## Эффект
В течение недели состояние кожи заметно улучшается. Длительный эффект достигается благодаря проведению курса процедур на протяжении двух месяцев (одна процедура в неделю).

## Противопоказания
Несвёртываемость крови, онкологические заболевания, аллергия, беременность и лактация.